# Colcarteria yessabah
Espèce
Colcarteria yessabah est une espèce d'araignées aranéomorphes de la famille des Desidae.

## Distribution
Cette espèce est endémique de Nouvelle-Galles du Sud en Australie. Elle se rencontre vers Kempsey.

## Description
La carapace de la femelle holotype mesure 2,04 mm de long sur 1,48 mm et l'abdomen 2,5 mm de long sur 1,8 mm.

## Étymologie
Son nom d'espèce lui a été donné en référence au lieu de sa découverte, la grotte Yessabah Bat Cave.

## Publication originale
- Gray, 1992 : New desid spiders (Araneae: Desidae) from New Caledonia and eastern Australia. Records of the Australian Museum, vol. 44, p. 253-262 (texte intégral).